# Иманов, Лютфияр Муслим оглы
Лютфия́р Мусли́м оглы́ Има́нов (азерб. Lütfiyar Müslüm öğlu İmanov; 17 апреля 1928, Петропавловка, Сальянский уезд — 21 января 2008, Баку) — азербайджанский, советский оперный певец (драматический тенор). Народный артист СССР (1977).

## Биография
Лютфияр Иманов родился 17 апреля 1928 года (по другим источникам — в 1929 году) в селе Петропавловка (ныне Сабирабад, Азербайджан).
Впервые опробовал себя в искусстве в школьном возрасте, начав трудовую деятельность в 1943 году в качестве актёра в Государственном драматическом театре Сабирабада. В 18 лет возглавил драматический кружок. С 1948 года работал художественным руководителем в Сабирабадском городском доме культуры.
В 1957 году окончил вокальное отделение Бакинского музыкального училища им. Зейналлы (класс заведующего вокальным отделением А. А. Милованова), в 1968 году — театроведческий факультет Азербайджанского университета культуры и искусств.
В 1954—1956 годах являлся солистом хора Азербайджанского телевидения и радио, в 1956—1957 годах — Азербайджанского государственного эстрадного оркестра. В 1956—1959 годах работал в Азербайджанском государственном театре музыкальной комедии.
В 1957 году дебютировал в главной роли оперы Узеира Гаджибекова «Кёроглы» в Москве.
С 1958 года и до конца жизни — солист Азербайджанского государственного академического театра оперы и балета.
В 1965 году проходил стажировку в Большом театре в Москве, в 1975 — в театре «Ла Скала» (Милан, Италия).
Начиная с 1968 года выступил в главных ролях более чем 30-ти операх.
Выступал на концертах, исполнял песни народов мира, азербайджанские народные песни и другие.
Гастролировал за рубежом, в том числе в Иране, Италии, Германии, Индии, Канаде, США, Чехословакии, Турции, ряде арабских стран.
Занимался педагогической деятельностью. В советское время преподавал в Азербайджанской государственной консерватории (профессор), в 1991—1995 годах — в оперных театрах Стамбула и Измира.
В 1987—1991 годах занимал должность председателя Союза театральных деятелей Азербайджана.
В 1980 и 1985 годах избирался депутатом Верховного Совета Азербайджанской ССР.
Скончался 21 января 2008 года в Баку. Похоронен на Аллее почётного захоронения.

## Награды и звания
- Заслуженный артист Азербайджанской ССР (1959)
- Народный артист Азербайджанской ССР (1967)
- Народный артист СССР (1977)
- Орден Трудового Красного Знамени
- Орден «Независимость» (Азербайджан) (1998) — за большие заслуги в развитии азербайджанской музыкальной культуры[6]
- Медали
- Персональная стипендия Президента Азербайджанской Республики (2002)[7]

## Репертуар
- Герман — «Пиковая дама» П. И. Чайковского
- Манрико — «Трубадур» Дж. Верди
- Радамес — «Аида» Дж. Верди
- Отелло — «Отелло» Дж. Верди
- Герцог — «Риголетто» Дж. Верди
- Хозе — «Кармен» Ж. Бизе
- Фауст — «Фауст» Ш. Гуно
- Каварадосси — «Тоска» Дж. Пуччини
- Кёроглы — «Кёроглы» У. Гаджибекова
- Балаш — «Севиль» Ф. Амирова
- Вагиф — «Вагиф» Р. Мустафаева
- Багадур — «Багадур и Сона» С. Алескерова
- Аскер — «Аршин мал алан» У. Гаджибекова
- Саят-Нова — «Саят-Нова» А. Г. Арутюняна

## Фильмография
- 1955 — «Встреча» (вокал)
- 1960 — «Кёроглы» (вокал)
- 1960 — «Утро» (вокал)
- 1964 — «Звезда» (вокал)
- 1970 — «Севиль» (вокал)
- 1975 — «Я славлю Родину» (вокал)
- 1979 — «Певец из народа»
- 1982 — «Здесь тебя не встретит рай» (вокал)
- 1981 — «Поющая земля»
- 2002 — «Лютфияр Иманов»
- 2002 — «Маэстро».